# Narciso di Girona
Narciso di Girona (Girona, ... – Girona, 29 ottobre 307) fu vescovo di Girona.
La sua vita è narrata in diversi martirologi, come quello di Usuardo e, secondo queste fonti spesso poco attendibili perché piene di dati favolosi e contraddizioni, Narciso nacque a Gerunda in una famiglia nobile.
Diventato predicatore visitò, insieme con il suo diacono Felice, la regione alpina e in particolare i Grigioni in Svizzera e la Germania. Stabilitosi ad Augusta, convertì la prostituta Afra (poi diventata santa e martire) e altre donne della stessa condizione. Fece quindi ritorno a Girona, città di cui si suppone fosse vescovo, dove fu martirizzato il 29 ottobre 307 insieme al suo diacono ed altri fedeli nello stesso luogo dove poi fu costruita la Chiesa di Sant Feliu.
Viene celebrato il 29 ottobre, anche se il Martirologio Romano la cita il 18 marzo, è il santo patrono di Girona ed è invocato contro i tafani, le vespe, le mosche e le zanzare.

## Il miracolo delle mosche
Narciso è noto per il "miracolo delle mosche", avvenuto nel 1285 quando le truppe francesi del re Filippo III che assediavano Girona riuscirono ad entrare in città. Arrivati alla Chiesa di Sant Feliu ed intenzionati a profanare la tomba del santo, i soldati vennero attaccati da migliaia di mosche che li fecero fuggire dalla città.
Questo episodio è rappresentato in un dipinto del XVIII secolo che si trova nella Cattedrale di Girona e in un altro del XVI secolo conservato nella Cattedrale di Valencia.